# Agostino Sette
Agostino Sette (Montagnana, 5 dicembre 1902 – Siétamo, 31 luglio 1936) è stato un anarchico e antifascista italiano.
Figlio di Stefano e di Ermenegilda Veronese, muratore, già militante negli Arditi del Popolo, chiamato anche Gino. Subì il carcere fascista, riparò in Francia nel 1924 e nel 1934 si trasferì in Belgio; espulso, ritornò in Francia nel 1935 a Marsiglia e qui riprese i contatti con l'organizzazione anarchica. Nel marzo dell'anno dopo si spostò a  Barcellona dove fu attivista del sindacato anarchico. Immediatamente dopo il golpe di Francisco Franco fu fra i primi miliziani della Colonna Buenaventura Durruti. Cadde combattendo il 31 luglio 1936 nella difesa di Siétamo, sul Fronte dell'Aragona. Risulta essere il primo italiano caduto nella guerra di Spagna.